# Elihu Vedder
Elihu Vedder (New York, 26 febbraio 1836 – Roma, 29 gennaio 1923) è stato un pittore, poeta e illustratore di libri statunitense appartenente al movimento simbolista.
Era figlio del Dr. Elihu Vedder Sr. e di Elizabeth Vedder, cugini fra loro.
È noto soprattutto per le 55 illustrazioni della traduzione di Edward FitzGerald dell'opera Rubaiyat of Omar Khayyam (edizione deluxe, pubblicata da Houghton Mifflin).

## Biografia

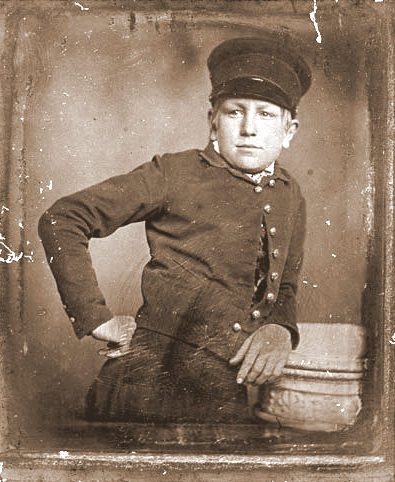
Dagherrotipo di Vedder, scolaro nel 1847

Il padre, dentista, decise di trasferirsi a Cuba, il che ebbe un forte impatto sul figlio.
Egli visse il resto della sua infanzia fra la casa del nonno materno Alessandro a Schenectady ed un collegio. La madre appoggiò i suoi desideri di diventare un artista mentre il padre accettò con riluttanza, convinto che il figlio avrebbe dovuto cercare altre occupazioni. Il fratello, Alexander Madison Vedder, era un medico militare della marina che fu testimone della trasformazione del Giappone in un paese moderno mentre si trovava di stanza colà.
Vedder fece il suo tirocinio artistico a New York City con Tompkins H. Matteson e poi a Parigi con François-Édouard Picot. Infine completò i suoi studi in Italia, ove rimase fortemente influenzato non solo dalle opere del Rinascimento italiano, ma anche dagli allora moderni pittori chiamati Macchiaioli e dal vivace panorama italiano
Egli visitò l'Italia dal 1858 al 1860, molto vicino al collega pittore Giovanni Costa. Il loro viaggio idilliaco attraverso la campagna italiana fu abbreviato bruscamente poiché il padre gli tolse l'appoggio finanziario.

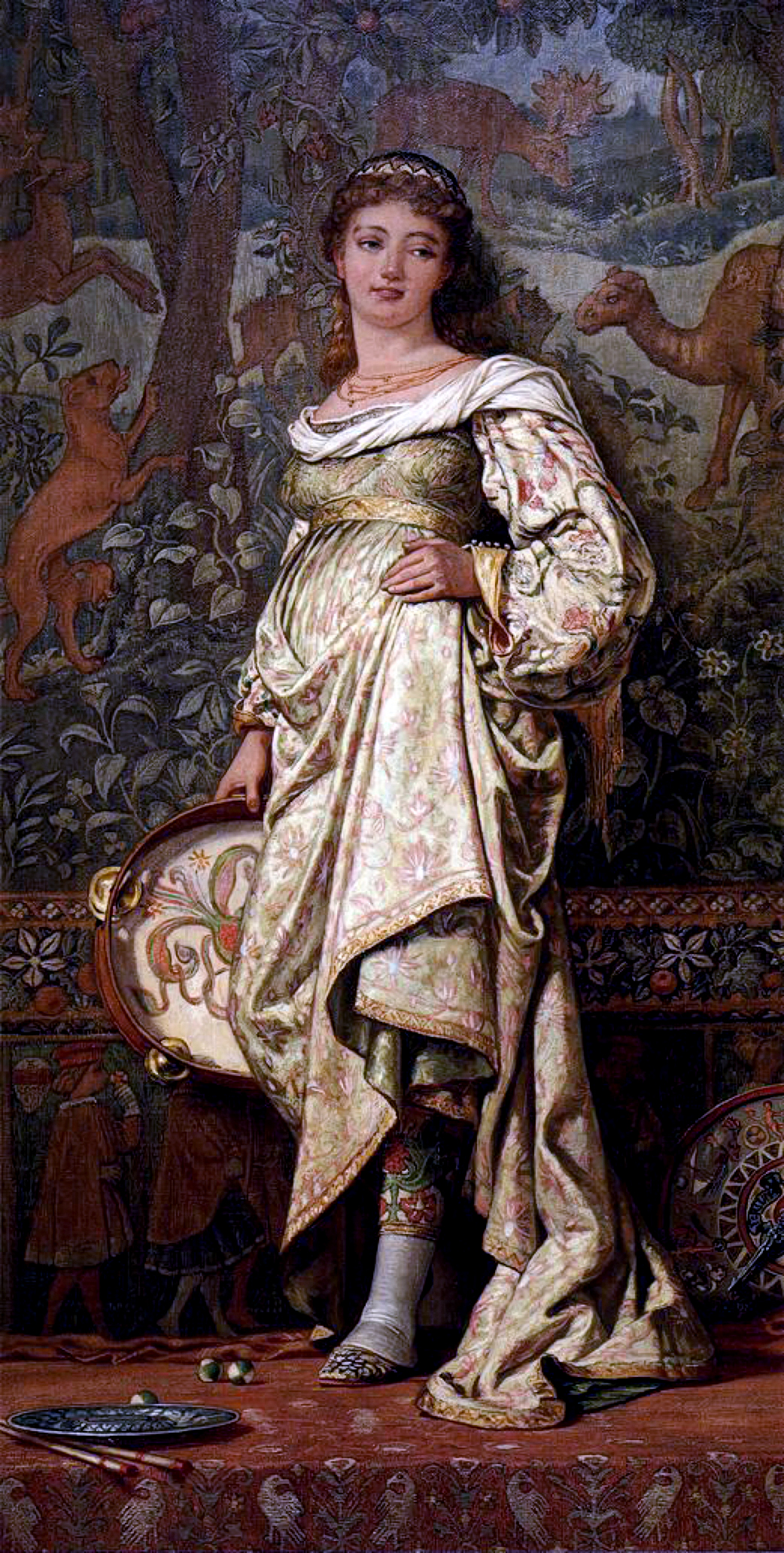
Dancing Girl, olio su tela, 1871. Reynolds House Museum of American Art

Durante la Guerra di secessione americana Vedder rientrò negli Stati Uniti senza un quattrino e condusse una vita modesta disegnando illustrazioni commerciali. Fu coinvolto nel Pfaff's' coffee house group, un gruppo di artisti bohemien, dipingendo alcuni dei suoi quadri più memorabili, notevoli per la loro immagine romantica e visionaria, spesso influenzata da immagini orientali. I dipinti di quel periodo comprendono The Roc's Egg, The Fisherman and the Genii ed una delle sue opere più famose, Lair of the Sea Serpent. Negli Stati Uniti scoprì Walt Whitman, Herman Melville e William Morris Hunt, divenendo loro amico. Nel 1865 divenne membro dell'American Academy of Arts and Letters. Nel 1866 si recò a Parigi con il collega Charles Caryl Coleman. per poi lasciare gli Stati Uniti e andare a vivere in Italia.
Stabilì inizialmente la sua residenza in Roma, ma dopo il successo finanziario della sua opera Rubaiyat del 1884, si stabilì sull'isola di Capri, ove, tra il 1901 ed il 1903 progettò e fece costruire la Villa Quattro Venti.
Vedder visitò più volte l'Inghilterra, subì l'influenza della Confraternita dei Preraffaelliti e fu influenzato anche dalle opere di mistici inglesi ed irlandesi quali William Blake e William Butler Yeats. Nel 1890 contribuì a portare in Italia il gruppo In arte libertas.
Tiffany gli commissionò disegni per vetri, mosaici e statuette. Egli decorò il corridoi della sala di lettura della Biblioteca del Congresso ed i suoi dipinti murali possono essere ammirati ancor oggi.
Vedder tornava di tanto in tanto negli Stati Uniti, ma visse in Italia, nella Villa Quattro Venti a Capri fino alla morte, avvenuta il 29 gennaio 1923. La sua salma riposa nel cimitero acattolico di Roma.

## Matrimonio e figli
Il 13 luglio 1869 a Glens Falls sposò Caroline Rosekrans, dalla quale ebbe quattro figli, dei quali solo due sopravvissero:
- Anita Herriman Vedder, che giocò un ruolo determinante nel gestire gli affari del padre, che era notoriamente del tutto indifferente ai dettagli.
- Enoch Rosekrans Vedder, promettente architetto, che sposò la disegnatrice di gioielli Angela Reston e che morì nel 1916 in Italia, mentre era in visita ai suoi genitori.

## Opere
(selezione)

Minerva, 1896 (studio preparatorio)
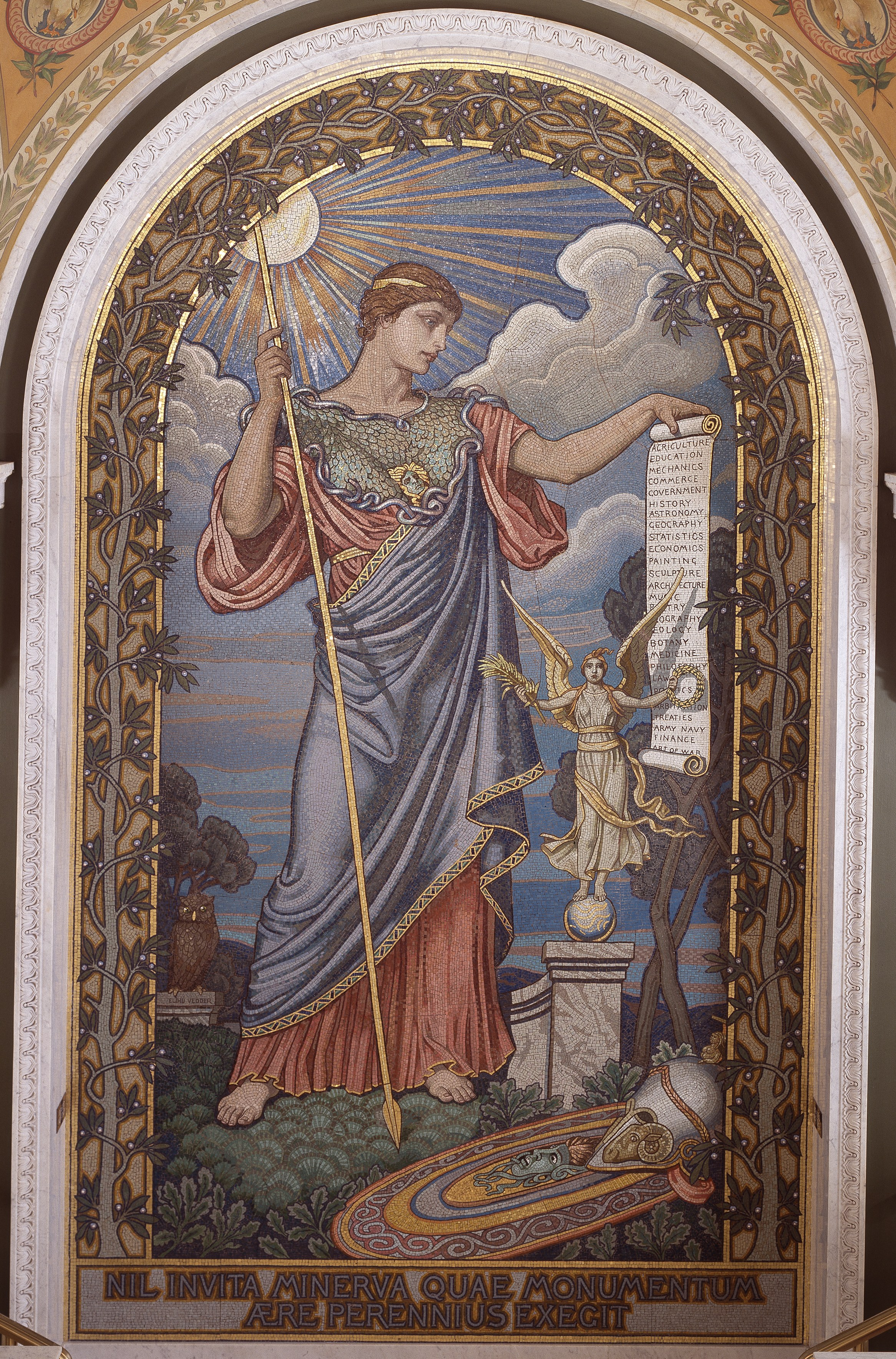
Minerva, 1896 (mosaico alla Library of Congress)
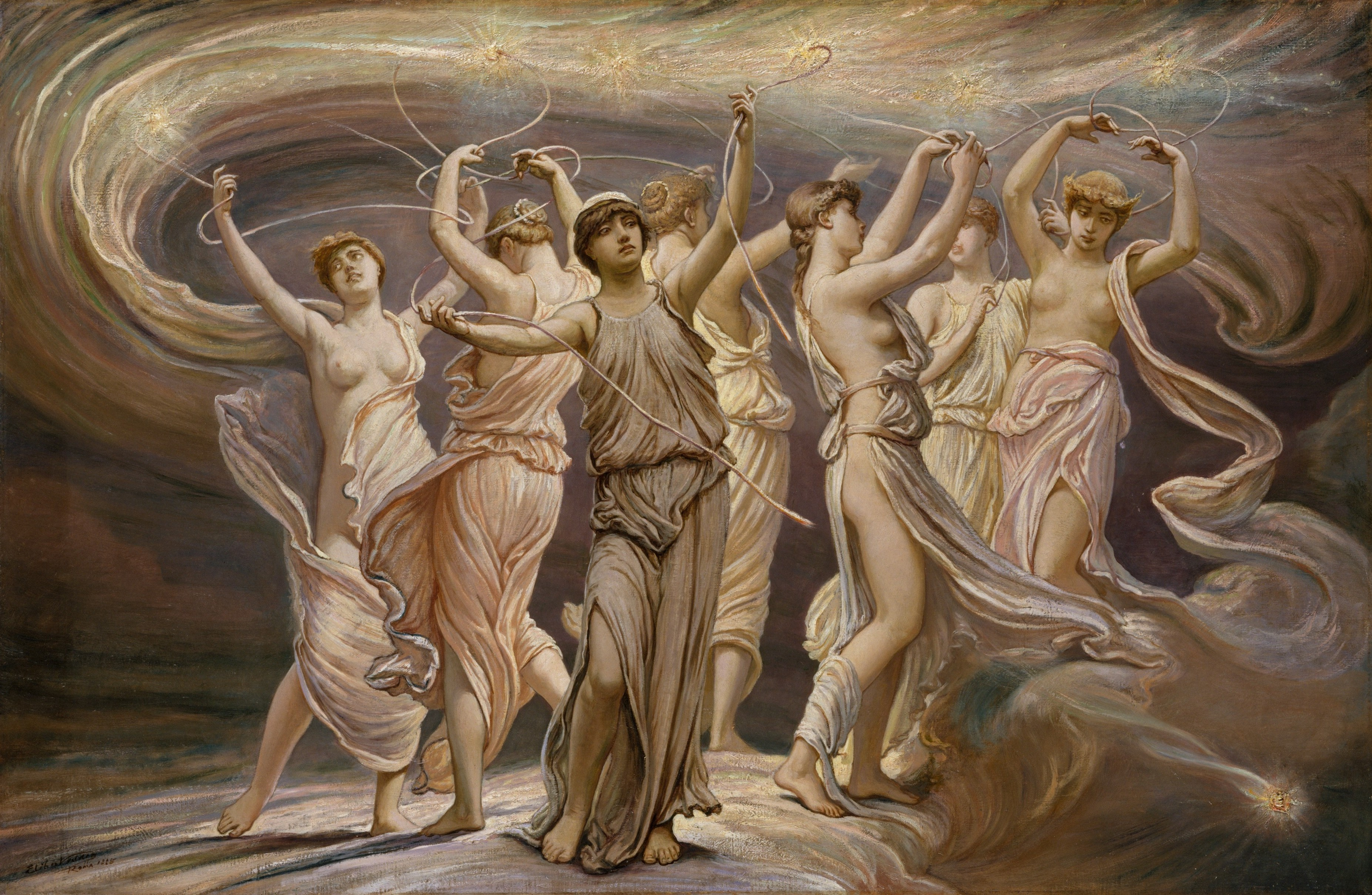
The Pleiades (1885)
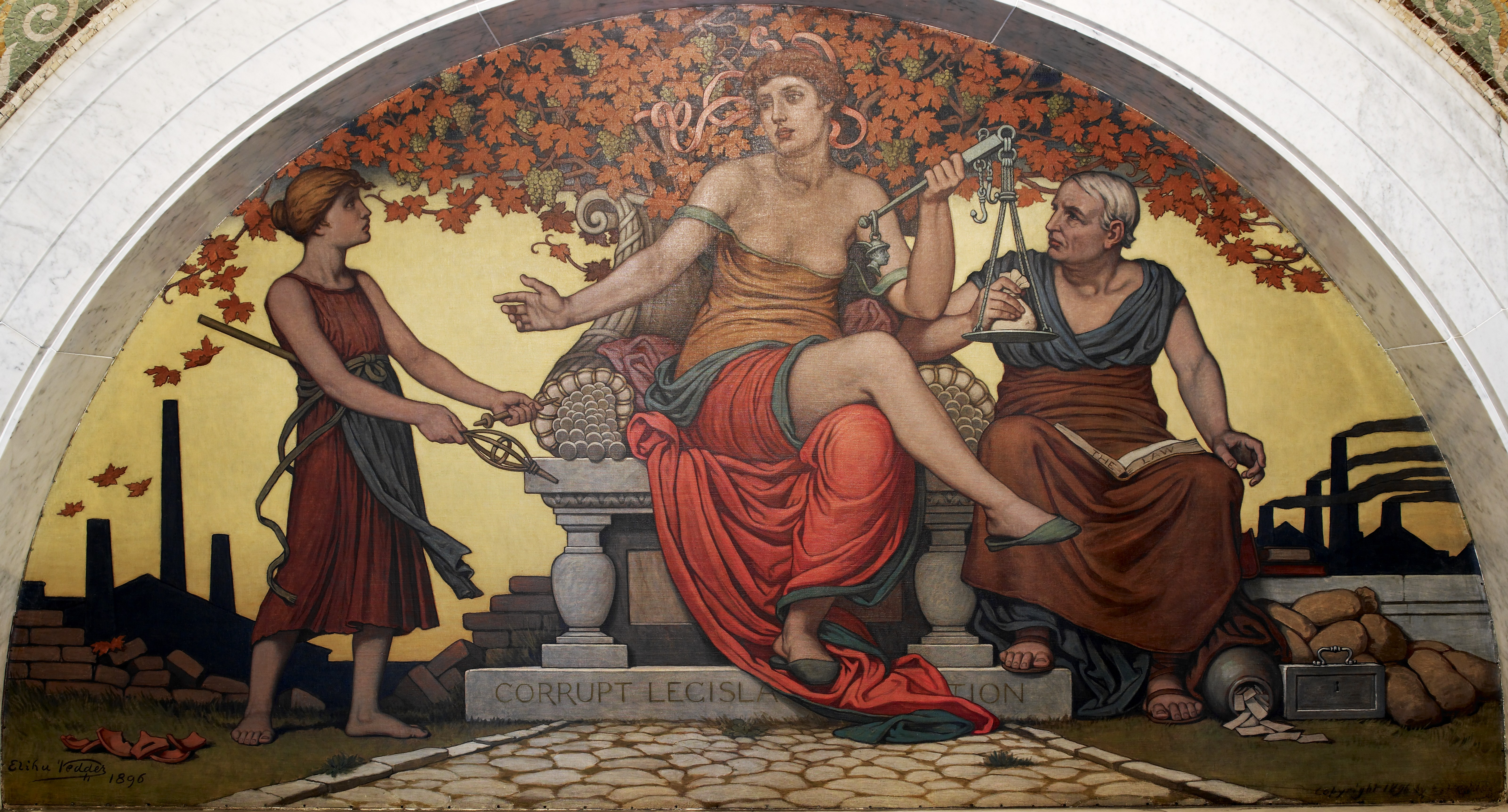
Corrupt Legislation (1896)
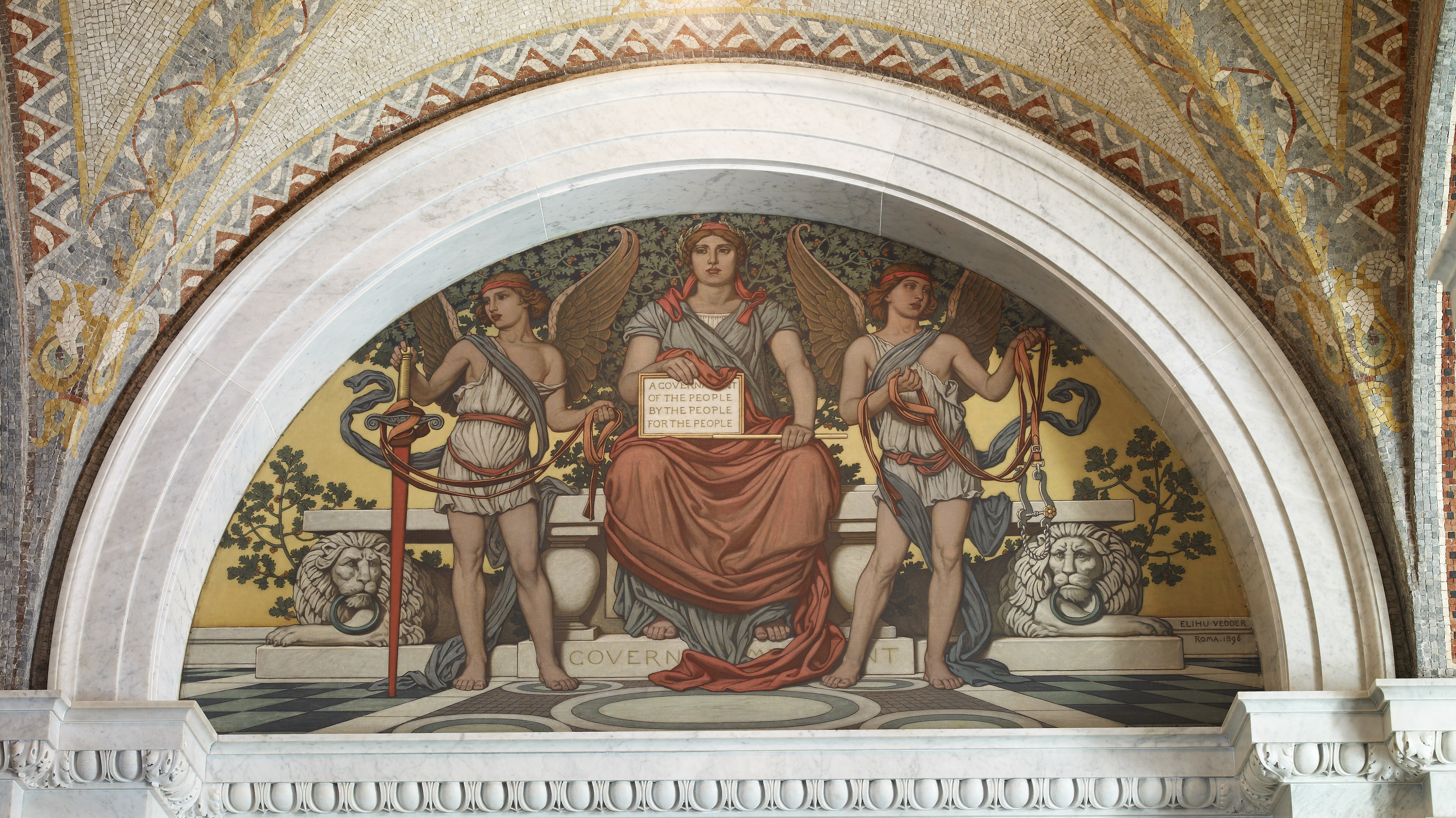
Government (1896)
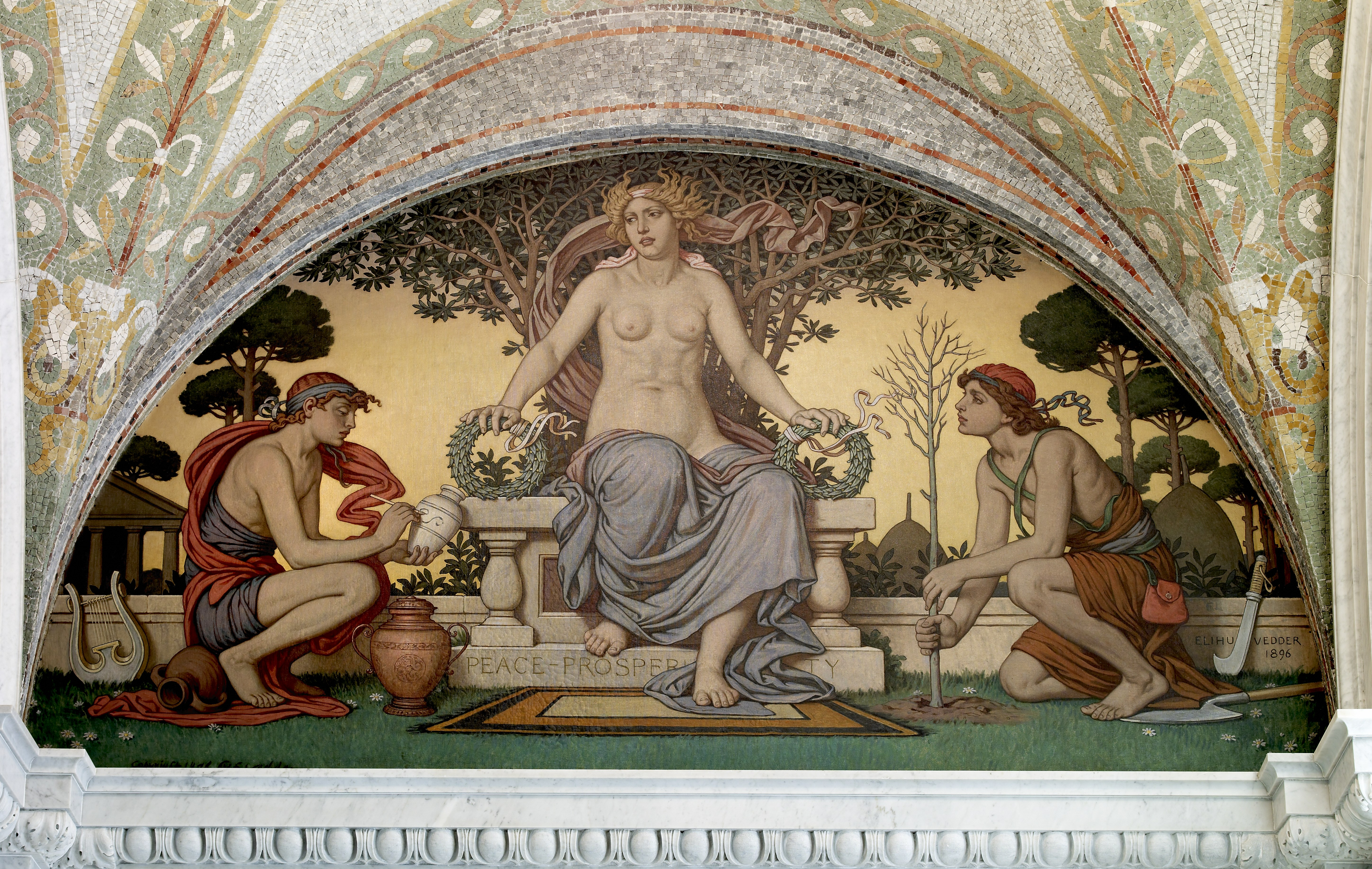
Peace and Prosperity (1896)